# خوان كارلوس غارسيا سانشو
خوان كارلوس غارسيا سانشو (بالإسبانية: Juan Carlos García Sancho)‏ (10 نوفمبر 1994 في المكسيك - ) هو لاعب كرة قدم مكسيكي في مركز قلب الدفاع. لعب مع Lobos BUAP ‏.

## وصلات خارجية
- خوان كارلوس غارسيا سانشو على موقع Soccerway.com (الإنجليزية)
- خوان كارلوس غارسيا سانشو على موقع AS.com (الإسبانية)